# 日本ソフト開発
日本ソフト開発株式会社（にほんソフトかいはつ、英: Nihon Software Knowledge Corp.）は、滋賀県米原市に本社を置く独立系のソフトウェア開発企業。

## 沿革
- 1970年4月 - 滋賀コンピュータ学院設立
- 1971年4月 - 学院内にサービス事業部設立
- 1972年2月 - サービス事業部が独立・分離し日本ソフト開発設立

## 支店・セミナーハウス
- 東京支店 〒105-0013 東京都港区浜松町2-7-17 イーグル浜松町ビル10階
- 大阪支店 〒532-0003 大阪府大阪市淀川区宮原4-1-14 住友生命新大阪北ビル8階
- セミナーハウス ホテルナレッジイン/レストランIC 本社に併設

## 事業内容
- 企業向けソリューションシステム
- コンピュータ教育&コンサルタントサービス
- システム&OA機器販売サービス
- 情報処理センターサービス
- ソフトウェアシステム開発サービス
- ソフトウェアプロダクトサービス
- ファシリティマネージメントサービス

## 関連会社
- 有限会社ユー・アンド・ジィー - 本社ビルにおいて「ホテル ナレッジイン」を運営。
- 日本ハイマーク株式会社